# 陳勁甫
陳勁甫（1963年5月20日－），臺灣公共管理學者、前中華民國陸軍上校，成長於美國加州，畢業於美國維吉尼亞軍校、美國哈佛大學碩、博士；1985年以第一名成績畢業於美國維吉尼亞軍校電機系及數學系雙主修，並獲時任中華民國總統蔣經國親自召見、駐美代表錢復專程探視，成為當年家喻戶曉的新聞焦點人物，同時以專案特簽返國服役；1995年獲當選為第33屆中華民國十大傑出青年；2004年晉升少將前，主動提前退伍，轉任元智大學專任教職，隨後主持《『美國四年期國防總檢』之研究—對國軍進行『四年期國防總檢』可行性分析》等相關政府研究計畫案，並獲行政院榮頒傑出研究獎，更受邀至美國史丹佛大學擔任國際安全的訪問學者，也著有《國防二法與中華民國軍制變革》等書，現任中華談判管理學會理事長、元智大學國際書院院長、元智大學人社院英語學士班教授兼班主任、國立清華大學清華榮譽將星學者、葡萄王獨立董事、臺企銀董事、東元集團董事會顧問等職，目前為臺灣在國防改革（軍事事務變革）方面的研究權威，是決策分析、談判與危機管理領域的知名專家。

## 生平

### 美國維吉尼亞軍校
陳勁甫在1985年以第一名成績畢業於美國維吉尼亞軍校電機系及數學系雙主修，並獲時任中華民國總統蔣經國親自召見、駐美代表錢復及駐美軍團長果芸中將等人專程探視，成為當年新聞焦點人物，轟動一時、家喻戶曉，同時獲參謀總長郝柏村一級上將批准以專案特簽返國服役。

### 軍旅生涯
陳勁甫正式服役以後，歷練基層部隊排長、副連長、連長、營長，後續對1996年臺海危機赴美談判、推動《國防二法》立法、及創設國防大學決策科學研究所三件事負有貢獻；直到2004年晉升少將前，主動提前退伍，轉任元智大學專任教職，引起社會矚目，陳勁甫再次成為新聞焦點，並在接受媒體受訪時答覆：「升少將，又能為國軍做什麼？」。

### 學術生涯
陳勁甫上校退伍後，自轉任元智大學社會暨政策科學系任教起，隨後主持《『美國四年期國防總檢』之研究—對國軍進行『四年期國防總檢』可行性分析》、《兵役制度轉型對國軍無形戰力之影響研究》、《替代役服勤效益之相關研究》、《我國徵募制度變革之困難與對策之研究》等相關政府研究計畫案，並獲行政院頒發傑出研究獎，現今仍為國防部資源規劃司主持委託研究計畫案，也著有《國防二法與中華民國軍制變革》及《職場倫理—邁向WE職場倫理認證》等學術專書。同時，也陸續出任元智大學國際長、人文社會學院英語學士班班主任、國際書院院長等行政職，是元智大學任期最久的國際長。目前為臺灣在國防改革（Revolutionary Military Affairs, RMA／軍事事務變革）方面的研究權威，是決策分析、談判與危機管理領域的知名專家，積極推動決策科學的研究與應用，為企業提供領導力與決策方面的戰略指導。

## 學歷
- 美國維吉尼亞軍校電機工程系學士
- 美國維吉尼亞軍校數學系雙學士
- 美國哈佛大學工程科學碩士
- 美國哈佛大學決策科學博士
  - 博士論文：《Emotion and decision : behavior and crisis》[16]

## 專書
- 《為將之道》（譯自E. Puryear著作）
- 《國防二法與中華民國軍制變革》
- 《職場倫理—邁向WE職場倫理認證》（與楊政學、楊百川教授合著）
- 《素養導向系列叢書：高中全民國防教育教材教法》

## 論文
- 〈政策規劃及二軌外交導向的國軍退役將領參與國防安全研究院（INDSR）執行評估研究〉[17]
- 〈國防廉政與公民參與〉
- 〈以倫理決策模式分析陸生來臺就學政策之公平性〉[18]
- 〈兩岸和平互信機制之探討〉
- 〈兩岸軍事意外衝突預防機制之探討〉
- 〈戰爭與和平〉
- 〈臺灣企業社會責任調查-企業、員工、消費者三方觀點〉
- 〈企業社會責任與道德判斷之探討〉
- 〈資訊時代的企業社會責任〉
- 〈運用設計思考提升社會企業創新〉
- 〈AHP排序逆轉之研究〉
- 〈防毒空窗期反應系統之研究—以A公司為例〉
- 〈中華民國推行募兵制對國防安全影響之探討〉
- 〈美國退輔優待政策發展與理念對我國之啟示〉
- 〈美國、英國、日本女性軍人在軍中職務發展初探〉
- 〈在新竹科學工業園區及週邊規劃研究園區之研究〉
- 〈美國四次《四年期國防總檢討》規畫思維之研究〉
- 〈影響募兵制政策成功之因素探討〉
- 〈To blow or not to blow the whistle: the effects of potential harm, social pressure, and organisational commitment on whistleblowing intention and behaviour〉
- 〈Cluster Policies and Industry Development in Hsinchu Science Park: A Retrospective Review after 30 Years〉
- 〈中華民國百年軍制發展─走向現代化〉
- 〈替代役實施現況與募兵制對替代役未來發展分析〉
- 〈國軍是救災預備隊或急先鋒〉
- 〈國軍軍官價值觀之現狀與差異〉
- 〈國防二法爭論議題與建議〉
- 〈國防二法十週年之檢視與啟迪〉
- 〈層級分析法成對比較基礎標度系統之研究〉
- 〈What Constitutes 'A Quality Decision'?〉
- 〈Designing Performance Indices and a Novel Mechanism for Evaluating Government R&D Projects〉
- 〈推展募兵制之政策建言〉
- 〈從現代戰爭中網狀化作戰運用與發展對臺澎防衛作戰之啟示〉
- 〈論析美國「四年期國防總檢」的立法要求與影響〉
- 〈從美國QDR談我國防決策機制〉
- 〈從國防二法談聯合作戰〉
- 〈我國聯合作戰機制之省思〉
- 〈軍事投資最適化比例之研究〉
- 〈美國QDR運作機制對我之啟示〉
- 〈從「權力轉移」理論的動態觀點論中華民國嚇阻戰略〉
- 〈四年期國防總檢對美國戰略規劃制度之意涵與影響〉
- 〈影響人員偵測組織危機警訊因素之探討〉
- 〈美國成立國土安全部後國內緊急應變組織與機制之探討〉
- 〈國軍參與救災角色與法源之探討〉
- 〈軍紀問題背後的問題─軍關團的危機與轉機〉
- 〈美國國防計畫在PPBS所扮演的角色〉
- 〈中華民國嚇阻戰略之評析〉
- 〈「國防二法」立法過程之研究〉
- 〈西方戰略思想與戰略槓桿之啟示〉
- 〈國防政策制定與文人角色〉
- 〈軍官學校教育目標之探討〉
- 〈論國防戰略規劃之思維架構─國防二法之角度〉
- 〈從榮譽制度論軍官養成教育〉
- 〈美軍「以簡反繁」聯合作戰指揮機制之借鏡〉
- 〈淨評估在美國戰略規劃之角色探討〉
- 〈從決策理論看淨評估〉
- 〈我國建立淨評估機制應有的認知〉
- 〈美國淨評估的歷史發展與意涵〉
- 〈美國「國家安全策略」之演進與重要變革〉
- 〈軍事事務革新的啟示與軟體發展的重要性〉
- 〈『不對稱戰爭原則』對我國軍事戰略發展之探討〉
- 〈資訊時代的戰爭與軍事革命〉
- 〈人才培育與創新思維〉
- 〈以線性模式探討Nash議價賽局〉
- 〈「化干戈為教鞭」─軍人轉任教職計畫〉
- 〈建立兵力投射型的陸軍〉
- 〈太空戰場的新紀元〉（1995.09）

## 榮譽
- 國軍莒光楷模
- 國防部績優楷模
- 第33屆中華民國十大傑出青年
- 跨世紀青年百傑獎
- 第一傑克森希望獎
- 行政院傑出研究獎